# Військово-морська академія ім. Ніколи Вапцарова
Військово-морська академія ім. Ніколи Вапцарова (ВМАНВ) — основний вищий державний навчальний заклад Болгарії, розташований у місті Варна. 

## Історія військово-морської академії

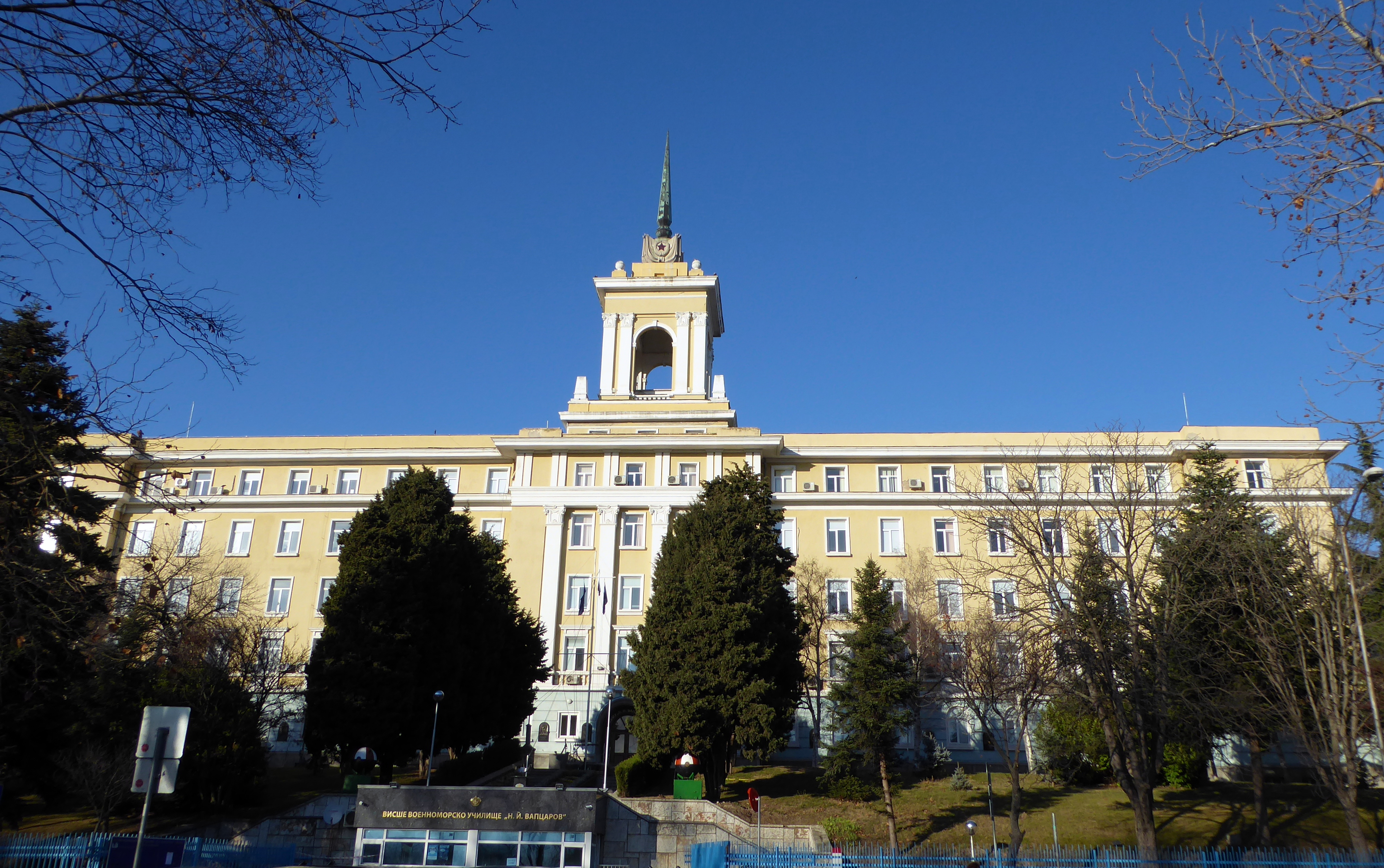
Військово-морська академія ім. Ніколи Вапцарова.

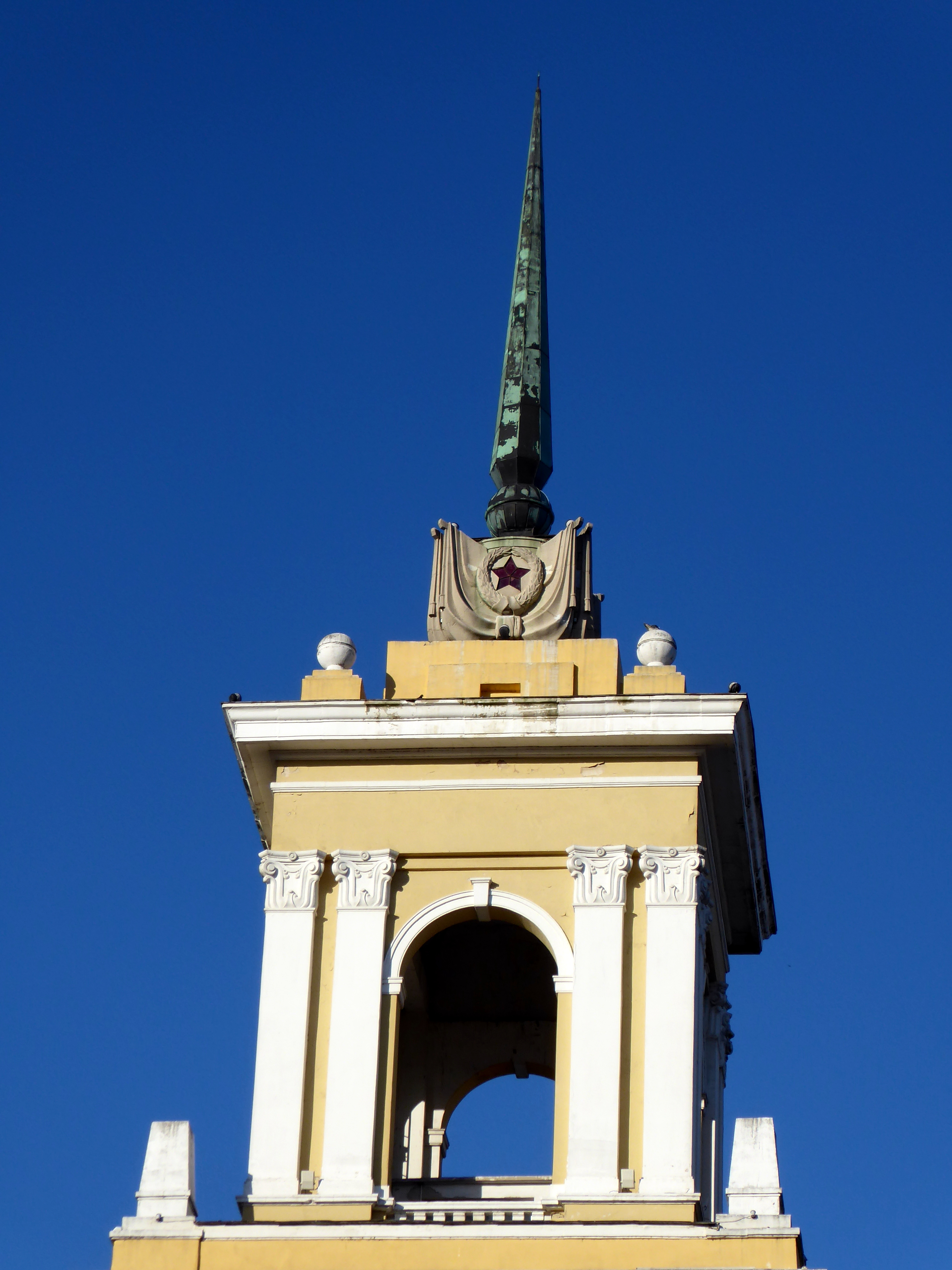
ВВМУ Варна.

Військово-морська академія ім. Ніколи Вапцарова – найстаріший технічний навчальний заклад у Республіці Болгарія. Її історія, минулі і сучасні досягнення зарекомендували академію як найбільш престижний центр для підготовки морських фахівців в країні. Її розвиток протягом часу нагадує судноплавну річку, в яку впадає багато приток, що є «прототипом» сучасних факультетів, кафедр, коледжів і професійно-технічних училищ, як складових Військово-морської академії ім. Ніколи Вапцарова. 
Основи морської освіти в цій країні були закладені в місті Русе, відповідно до циркулярного розпорядження №7 від 16 січня 1881 року, підписаним військовим міністерством Болгарського князівства. В циркулярі було оголошено про створення Морського училища від 9 січня 1881 року. 
Історія зберегла ім’я засновника навчального закладу, капітан-лейтенанта Олександра Єгоровича Конкевіча, «суперінтенданта» «Флоту і військово-морських підрозділів» (офіційна назва Військово-Морських Сил Болгарії в ХІХ столітті).
Першим начальником Морського училища був другий лейтенант військово-морського інженерного корпуса Павло Олексійович Машнін, який перебував на цій посаді до березня 1883 року. 
Морському училищу було поставлено завдання щодо підготовки машиністів та кочегарів для флоту Болгарського князівства. Після 1983 року в офіційних документах зберігається назва “Школа машиністів”, “Технічна школа”, “Машинний класс”, але воно не змінило своєї суті та продовжувало успішно проводити підготовку фахівців для Флоту та морського компоненту. У 1885 році випускники школи брали участь в Сербсько-болгарській війні, два з них отримали нагороди за хоробрість. 
Під впливом реформ Міністра освіти Георгія Живкова, останнє десятиліття XIX століття характеризувалося розвитком освітніх закладів в Болгарії. Цей процес торкнувся багатьох аспектів морської освіти. 
В результаті, в 1892 році училище було реорганізоване і перейменоване в «Мічманське морське училище», в якому готували боцманів, рядовий склад, артилеристів, мінерів та помічників машиніста. У тому ж році  був виданий перший диплом військово-морської альма-матер, який зберігся для нащадків.
У 1893 році для підготовки командного складу офіцерів у Русе був організований перший «Тимчасовий курс військово-морських наук». Морське  училище 1881 року було не лише початком військово-морської академії, але й прототипом сучасного інженерного факультету та більшості відділів у ньому. Слід зазначити, що тимчасовий офіцерський курс у 1893 був прототипом сучасного навігаційного факультету, а також його відділень, таких як військово-морської кафедри тактики, навігації та експлуатації флоту і портів. По суті, організація «тимчасового курсу» знаменує початок історичного розвитку освітніх структур щодо підготовки фахівців з навігації в цій країні. 
На курсах навчалися офіцери, які закінчили військове училище в Софії та отримали військово-морську кваліфікацію, а також болгарські випускники закордонних військово-морських училищ, які не могли з певних причин продовжити навчання за кордоном. Учасники тимчасового офіцерського курсу складали іспит та отримували кваліфікацію морського офіцера.
На рубежі нового ХХ століття мічманське морське училище зробило новий крок вперед. В 1900 році її очолив лейтенант Тодор Соляров. Саме під час його головування навчальний заклад був переміщений в Варну і перейменований в Інженерне училище флоту. Тодор Соляров обґрунтував необхідність більш ретельної підготовки випускників, в результаті чого в 1904 році відповідно до постанови Національного парламенту він став першим навчальним закладом технічної середньої освіти в країні, термін навчання в якому був продовжений до шести років. У 1906 році школа видала перші атестати зрілості. В 1910 році була спеціально спроектована і побудована перша будівля для потреб інженерного училища флоту Його Величності у м. Варна.
Відділення, яке залишилося в Русе було перейменовано в мінерно-кочегарну школу. Навчання тривало чотири роки, в тому числі практичні навчання, перші два роки з яких була обов’язкова військова служба для курсантів. Мінерно-кочегарна школа була тимчасово закрита у 1909 році. В 1912 році в зв’язку зі збільшенням потреби технічних фахівців на флоті вона була відновлена під назвою Спеціальні морські школи , які, в свою чергу, підпорядковувалась новоствореній структурі у м. Варна, яка називалась Навчальний центр (пізніше перейменований в Морський навчальний центр). 
Школи були створені в 1912 році. У 1913 році вони укомплектували перший клас з 34 курсантів. Спочатку, Спеціальні морські школи мали три напрямки: мінне, електротехніки, кочегарів і рульового. Під час Першої світової війни були сформовані і функціонували протягом певного часу Водолазна школа та Радіотелеграфічна школа. 
Період навчання в школах був чотири роки. Їх можна розглядати як прототип сучасного відділу аспірантури і професійного сержантського коледжу в межах Військово-морської академії ім. Ніколи Вапцарова. 
До 1912 року навчальний центр включав в себе не тільки спеціальні школи, але й інженерні школи флоту Його Величності.
У війнах за національне об'єднання (1912—1918 рр.) випускники Навчального центру брали участь у мінуванні і розмінуванні, проведенні атаки проти крейсера Хамедія Османської імперії, штурмових операціях в Балчику, Каварні та Каліакрі, в бою під Балчиком 13 грудня 1916 р. вони мали можливість ознайомитися з новою військово-морською технікою: гідролітаками і першим болгарським підводним човном. Це був період, коли французька, а потім німецька мова були впроваджені в навчальному закладі, в результаті чого деякі випускники інженерного училища флоту Його Величності були відібрані для того, щоб стати військово-морськими офіцерами і були відправлені на навчання в морську академію в Ліворно (Італія — 1914 р.), а пізніше у Військово-морське училище в Мюрвіку (Німеччина — 1916—1918 рр.).
Зміни відбулися також і в інженерному училищі. У 1917 році після короткого навчального курсу перша група офіцерів отримала дипломи. У 1918 році училищу було надано будівлю, яка на сьогоднішній день є Акваріумом в Морському саду, в якій воно залишалось до 1922 року. 
Після війни за національне об'єднання морська система освіти пройшла чергову реорганізацію. 
Навчальний центр перейменували в морський навчальний центр, який перший час знаходився під юрисдикцією всіх освітніх структур, в результаті чого виникло більшість сучасних факультетів, кафедр та коледжів військово-морської академії ім. Ніколи Вапцарова. 
У період 1919—1920 рр. посаду офіцера навчального курсу було не лише успішно запроваджено, а й згідно з постановою Ради Міністрів № 6 від 01.06.1920 р. першим випускникам було видано свідоцтво про закінчену вищу спеціалізовану військово-морську освіту «після повної навчальної програми морської службу в Петербурзі». Дипломи про вищу освіту були видані учасникам попередніх курсів. Пізніше в навчальна програма цієї структури була значно поліпшена. В 1925 та 1928 роках на основі накопиченого досвіду було сформовано два курси судноводіння. Після довготривалого проходження теоретичного і практичного навчання стажерам були видані дипломи про закінчену вищу спеціалізовану військово-морську освіту. Пізніше деякі з них стали видатними членами морської поліції (офіційна назва, під якою болгарський флот існував за умовами договору Нейї-сюр-Сен) і капітанами морського судна у болгарському комерційному пароплавстві (попередник  Болгарської морської навігації).
За умовами мирного договору Нейї-сюр-Сен навесні 1921 р. флот Його Величності був розформований. А роком раніше Інженерне училище вийшло з підпорядкування Військового міністерства і було перейменовано в морське інженерне училище. Практична частина навчання проводилася в арсеналах, на борту кораблів, в електротехнічних класах, АТС, радіорубках, на електростанціях, в залізничних депо та майстернях, на борту есмінця, в Божуришті, в шахтах Перника,а також в багатьох інших місцях. Якийсь час школа знаходилася в підпорядкуванні Міністерства промисловості і праці, а пізніше – в підпорядкуванні Міністерства залізниць, комунікацій і портів. Випускники могли продовжити своє навчання у вищих навчальних технічних закладах. 
Практично відразу після закінчення Першої Світової Війни штурманську школа (підрозділ) як складову частину морської спецшколи було відділено і реорганізовано в Риболовецьку школу, яка проіснувала до 1 квітня 1934 року. 
У 1930 році морську спеціальну школу було реорганізовано і  створено три нових підрозділи: Електротехніка, Машинобудування та Двигуни. Навчальні програми були доповнені та вдосконалені. 
Інженерна та мінерно-кочегарна школи, згодом перейменовані в морські спецшколи, були першими навчальними закладами у країні, які готували сотні кваліфікованих фахівців для потреб військово-морського флоту і болгарської промисловості. Вони стали кістяком середньо-технічного рівня кадрів у країні. 
У 1929 році статус морського інженерного училища був зазначений в спеціальному законі, а також був перейменований в морське училище. Два роки по тому був створений морський факультет, якому було доручено навчати офіцерів торговельного флоту. Офіцери морської поліції частково пройшли навчання в морському училищі у м. Варна, потім закінчували військове училище в Софії. Коледж в Софії був вищим навчальним закладом  з 1923 року, який видавав дипломи офіцерам, які повинні були мати вищу освіту згідно з умовами договору Нейї-сюр-Сен Болгарії дозволялося мати лише один військовий коледж. 
У 1934 році морське інженерне училище перенесли в будівлю вже закритої Риболовецької школи на острові Св. Кирила, що біля міста Созополь. У 1940 році школа повернулася до Варни у великому показну будівлю на вул. Стефана Караджи. У тому ж році його випускники брали участь у штурмі Балчику під час повернення Південної Добруджі в межах Королівства Болгарії. 
У 1942 році згідно з королівським указом Морська школа отримала статус спеціалізованого вищого морехідного училища та військово-морського училища з ім'ям Його Величності. В 1943 році військово-морський підрозділ було відкрито в заповіднику Офіцерського училища в Варні, створених для Військово-морського училища Його Величності та для підготовки офіцерів запасу для військово-морських сил.
В період 1945—1946 років школа називалася «Народне військово-морське училище для морських сил», і в 1946—1949 роках — «Народне військово-морське училище». У 1949 році військово-морське училище прийняло собі за покровителя Николу Вапцарова: поета, випускника школи 1926 року та отримало назву Народного військово-морського училища ім. Ніколи Вапцарова.
Особлива сторінка в історії військово-морської альма-матер — це навчання іноземних курсантів, яке допомагало закріпленню міжнародного престижу навчального закладу. Все розпочалось в 1953 році, коли деякі чеські студенти та албанські курсантів поступили до вузу. До 1994 року в загальній чисельності 141 іноземця з одинадцяти країн на чотирьох континентах світу отримали свої дипломи коледжу військово-морської академії ім. Ніколи Вапцарова.
У 1954 році училище переїхало в свою нинішню будівлю на вул. Васіл Друмев, 73. Указом Президії Національної Асамблеї від 1956 року воно отримало статус вищого інженерно-морське училища і було названо Народне вище військово-морське училище ім. Ніколи Вапцарова. У 1960 році воно було занесене до реєстрів Міжнародної морської організації (ІМО) ООН, дипломи яких визнаються у всіх судновласників світу.

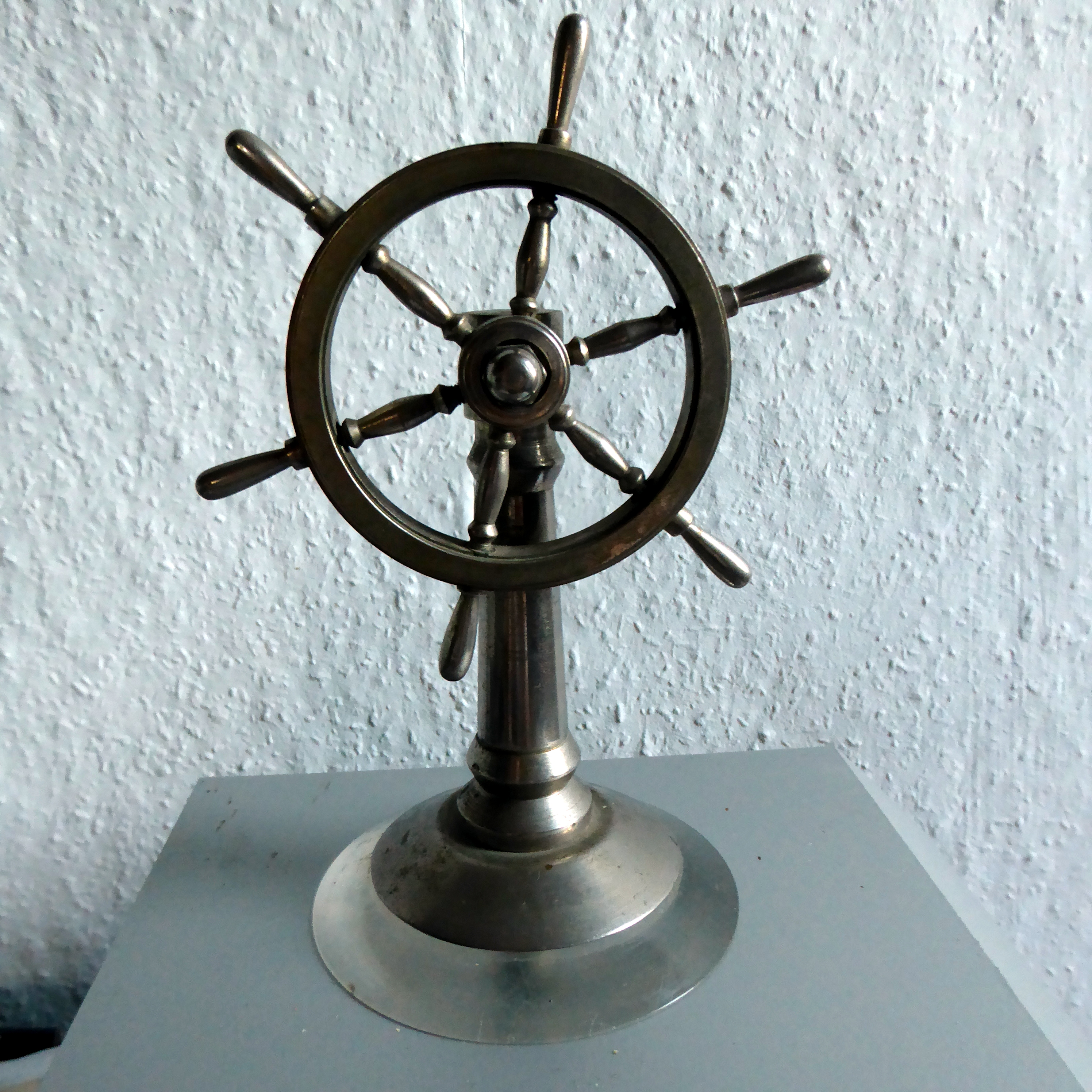
Award for achievements in the framework of the Movement for "Technical and Scientific Creativity of the Navy Youth" (TNTFM, in Bulgarian ТНТФМ), IXth session, 1977, to graduate engineer Atanas Totchkov.

У 1968 році був доданий ще один поверх до основної будівлі у містечку  навчального закладу. З 1991 року школі присвоєно нове ім'я – Військово-морської академії ім. Ніколи Вапцарова. У 2000 році Військово-морська Академія була внесена в «білий список» ІМО як затвердженого постачальника морської освіти і підготовки відповідно до Конвенції ПДНВ 78/95. У 2001 році згідно з рішенням Національного агентства з оцінки й акредитації при Ради Міністрів вона отримала повну акредитацію як університет у відповідності з новим законом “Про вищу освіту”. У 2000 році вона отримала сертифікат якості ISO 9002.4 з дисципліни «навігація» з регістра Ллойда, а в 2004 р. – за системою ISO 9001-2000 для всіх дисциплін.
У вересні 2007 року на прохання міністра оборони і наказу Міністра освіти і науки Республіки Болгарія був заснований професійний сержантський коледж при Військово-морської академії ім. Ніколи Вапцарова у м. Варна.

## Традиції Військово-морської академії
Військово-морська академія багата традиціями, які ще були сформовані в ХІХ столітті. Вони поєднують теоретичні засади з практикою, виховують дисципліну, дух колективізму та любов до моря. Не менш важливою складовою є виявлення поваги до ветеранів і викладачів військово-морської альма-матер, зовнішнім проявом якої є вшанування їх пам’яті на спеціальній церемонії біля пам’ятника покровителя Військово-морської академії Ніколи Вапцарова і офіційній військовій церемонії, яка проводиться щорічно перед Алеєю Викладачів.
Церемонія прийняття присяги юних курсантів стала доброю традицією. На цьому ритуалі були присутні всі офіцери Академії і, як правило, у церемонії головує командувач ВМС Болгарії (або інший високопоставлений офіцер). Після прийняття присяги матір одного з молодих курсантів виступає з промовою. Відразу після цього з наступною промовою у відповідь виступає молодий курсант. 
Садіння “іменної сосни” усіма випускними групами Військово-морської академії – ще одна традиція вищого навчального закладу. Подібної традиції дотримуються всі ті, хто отримує вчений ступінь заслуженого професора і почесного доктора з Військово-морської академії ім. Ніколи Вапцарова. В результаті цього парк академії продовжує розростатися.
На кожну річницю свого випуску, випускники відвідують містечко академії, покладають квіти і вінки до пам'ятника Ніколи Вапцарова, відвідують навчальні приміщення і зустрічаються з начальником Військово-морської академії ім. Ніколи Вапцарова.

## Академія сьогодні
Академія має власний прапор, печатку та святкові дні: 
- 7 грудня — День Покровителя (день народження поета Ніколи Вапцарова)
- 9 січня — День Академії (дата її заснування)

Морське училище — це назва, під якою Військово-морська академія ім. Ніколи Вапцарова відома в суспільстві. Академія — найстаріший вищий технічний навчальний заклад в Болгарії. Вона сприяла не лише розвитку болгарських військово-морських сил, але і зростанню в країні «технічної інтелігенції» та становленню болгарської морської галузі. 
Сьогодні Військово-морська академія ім. Ніколи Вапцарова є вищим національним навчальним закладом, який націлений на вивчення та дослідження у сфері національної безпеки та оборони, морської справи та морських технологій.
Академія отримала ліцензію Національного агентства з оцінки й акредитації як вищий навчальний заклад на шість років. Навчання в академії розподіляється за трьома основними напрямками:
- Навігаційний Факультет

- Інженерний Факультет
- Відділ аспірантури (PGSD)

Навчання проводиться за 12-ти бакалаврськими, 13-ти магістерськими і 9-ма докторськими програмами. Кількість курсантів, студентів і докторантів перевищує 2000 осіб.
Кожного року понад 3500 офіцерів, сержантів, офіцерів запасу та цивільних осіб проходять навчання в аспірантурі, на підготовчих та спеціалізованих курсах для морських та інших фахівців.
У ВМАНВ працюють 116 кваліфікованих викладачів — офіцерів та цивільних осіб, 44 з яких — професори і доценти, а також 21 лектор, які мають вчену ступінь доктора наук.
Начальником Військово-морської академії ім. Ніколи Вапцарова є професор, доктор військових наук капітан 1 рангу Боян Кірілов Меднікаров.